# Università Nazionale Australiana
L'Università Nazionale Australiana (in inglese Australian National University o ANU) è un istituto australiano di istruzione universitaria sito nella capitale federale Canberra.
Istituita per legge il 1º agosto 1946 con atto del parlamento federale nacque con l'obiettivo di dirigere e promuovere la ricerca scientifica in Australia.
Nella Classifica delle migliori Università del 2008 è al 59º posto nel mondo. Secondo il QS World University Rankings l'Australian National University è costantemente tra le prime venti università più importanti al mondo, classificandosi al 20º posto nel 2010 una posizione dopo la McGill University e una posizione sopra il King's College London.
L'ateneo è una delle sole dieci università al mondo a fare parte della prestigiosa International Alliance of Research Universities.

## Organizzazione
L'ANU è strutturata in tre settori principali:

### Comprensorio di Scienze Avanzate
- Research School of Astronomy and Astrophysics  (Istituto di astronomia e astrofisica)   Archiviato il 15 febbraio 2009 in Internet Archive.
- Research School of Biological Sciences  (Istituto di scienze biologiche)
- Research School of Chemistry  (Istituto di chimica)
- Research School of Earth Sciences  (Istituto di scienze della Terra)
- Research School of Information Sciences and Engineering  (Istituto di scienze informatiche)
- Research School of Pacific and Asian Studies  (Istituto di studi sull'Asia e sul Pacifico)   Archiviato il 3 dicembre 2009 in Internet Archive.
- Research School of Physical Sciences and Engineering  (Istituto di Scienze Fisiche e di Ingegneria)   Archiviato il 7 ottobre 2008 in Internet Archive.
- Research School of Social Sciences  (Istituto di scienze sociali)
- The John Curtin School of Medical Research  (Istituto di medicina John Curtin)
- The Centre for Resource and Environmental Studies  (Centro Studi sulle risorse ambientali)    Archiviato il 6 febbraio 2007 in Internet Archive.

### Facoltà
L'ANU comprende sette Facoltà ("Colleges"):
- ANU College of Arts and Social Sciences  (Facoltà di Lettere e Scienze Sociali)
- ANU College of Asia and the Pacific  (Facoltà dell'Asia e del Pacifico)
- ANU College of Business and Economics  (Facoltà di Economia e del Commercio)
- ANU College of Engineering and Computer Science  (Facoltà di Ingegneria e Scienze Informatiche)
- ANU College of Law  (Facoltà di Giurisprudenza)
- ANU College of Medicine and Health Science  (Facoltà di Medicina e Scienze della Salute)
- ANU College of Science  (Facoltà di Scienze)

### Centri universitari

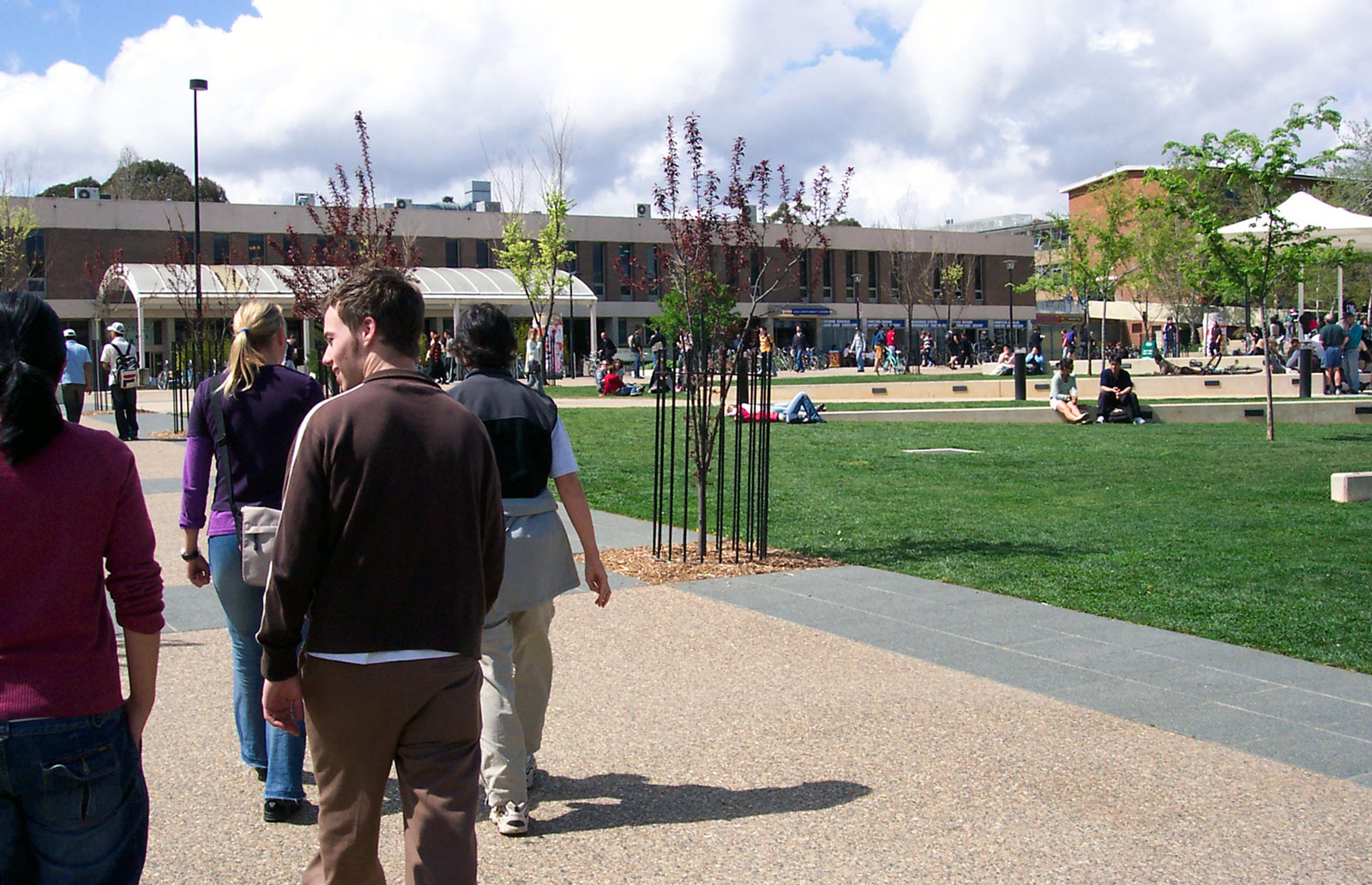
La Union Court al centro del Campus

Sono strutture che preparano gli studenti all'ingresso negli Istituti del Comprensorio di Scienze Avanzate o nelle Facoltà.
- Asia Pacific College of Diplomacy, su apcd.anu.edu.au. URL consultato il 10 dicembre 2009 (archiviato dall'url originale il 18 febbraio 2011).
- Crawford School of Economics and Government, su crawford.anu.edu.au. URL consultato il 10 dicembre 2009 (archiviato dall'url originale il 28 gennaio 2007).
- Australian Primary Health Care Research Institute, su anu.edu.au.
- Centre for Aboriginal Economic Policy Research, su anu.edu.au.
- Centre for Cross-Cultural Research, su anu.edu.au. URL consultato il 10 dicembre 2009 (archiviato dall'url originale il 2 dicembre 2009).
- Centre for Mental Health Research, su anu.edu.au.
- Centre for the Public Awareness of Science, su cpas.anu.edu.au.
- Humanities Research Centre, su anu.edu.au. URL consultato il 10 dicembre 2009 (archiviato dall'url originale il 12 novembre 2009).
- National Centre for Epidemiology and Population Health, su nceph.anu.edu.au. URL consultato il 10 dicembre 2009 (archiviato dall'url originale il 30 ottobre 2009).
- National Graduate School of Management, su ngsm.anu.edu.au. URL consultato il 10 dicembre 2009 (archiviato dall'url originale il 3 dicembre 2009).
- Mathematical Sciences Institute (joint with The Faculties and the Institute), su wwwmaths.anu.edu.au. URL consultato il 10 dicembre 2009 (archiviato dall'url originale il 9 gennaio 2010).
- The National Europe Centre, su anu.edu.au. URL consultato il 10 dicembre 2009 (archiviato dall'url originale il 3 dicembre 2009).